# امیراحمد فلسفی
امیراحمد فلسفی (زاده ۱۳۳۷ در اهواز) از خوشنویسان و نستعلیق‌نویسان معاصر اهل ایران است. او از اعضاء شورای عالی انجمن خوشنویسان ایران، عضو هیئت داوران و هیئت تشخیص استادی است.

فلسفی متون و کتب ادبی بسیاری را خوشنویسی کرده و موفق شده کتابت نستعلیق با قلم بسیار نازک را که در طول سالیان دراز به فراموشی سپرده شده بود، احیاء کند. وی در بسیاری از فستیوال‌های جهانی خوشنویسی، سمت داوری را به عهده داشته‌است.

## زندگی‌نامه
امیر احمد فلسفی در سال ۱۳۳۷ خورشیدی در اهواز متولد شده‌است. او از سن هفت سالگی شروع به یادگیری خط نستعلیق نزد ابن‌علی بابایی نمود. فلسفی در سال ۱۳۵۴ و در سن ۱۷سالگی اولین کتاب خود را خوشنویسی کرد و یک سال بعد از آن به انجمن خوشنویسان ایران رفت و نزد سید حسن میرخانی تعلیم دید. سپس از کلاس‌های حضوری و مکاتبه‌ای کیخسرو خروش بهره جست و همزمان با برگزاری اولین نمایشگاه انفرادی خود در پونای هندوستان در سال ۱۳۵۸ شاگردی را نزد غلامحسین امیرخانی شروع کرد.

فلسفی در سال ۱۳۵۹ گواهینامه ممتاز خود را دریافت کرده و به عنوان مدرس در شعبهٔ تهران انجمن خوشنویسان برگزیده شد. وی در سال ۱۳۷۸ مدرک استادی انجمن خوشنویسان ایران را دریافت نمود.

## فعالیت‌ها
امیراحمد فلسفی ضمن تدریس در دانشگاه و پرورش تعداد قابل توجهی خوشنویس؛ از اعضاء شورای سیاستگذاری خوشنویسی سازمان یونسکو در ایران است. وی از اعضاء شورای تخصصی موزه خوشنویسی ایران نیز هست.
فلسفی دارای مدرک درجه یک هنری است. او تاکنون بیش از ۵۰ عنوان کتاب و مرقع و رساله را خوشنویسی و چاپ کرده‌است. او همچنین عضو هیئت داوران چندین فستیوال جهانی بوده‌است.

### تالیفات[نیازمند منبع]
فلسفی ضمن ارایه چندین مقاله سبک‌شناسی خوشنویسی و مقالات پژوهشی؛ تالیفاتی هم به‌شرح ذیل صورت داده‌است.
- کتاب آموزشی "ترکیب در نستعلیق"
- کتاب آموزشی "کتاب کشیده"
- رساله آموزشی "نستعلیق نویسی قرآن کریم"
- خوشنویسی نرم‌افزار "چلیپا در سال ۱۳۷۵ و فونت "ایران نستعلیق"
- کتاب آموزشی "اسرار الخط" به زبان عربی

### نمایشگاه
امیراحمد فلسفی در بسیاری از فستیوال‌های جهانی خوشنویسی، سمت داوری را به عهده داشته و تاکنون ۱۷ نمایشگاه انفرادی در ایران، هندوستان، فرانسه، امارات (دوبی)، (شارجه)، کویت، سوئیس و آمریکا داشته‌است. شرکت در بیش از ۳۵۰ نمایشگاه داخلی و خارجی به‌صورت گروهی نیز در کارنامه فعالیت‌های هنری‌اش به چشم می‌خورند.